# Prestige
Prestige（プレステージ）はオム・ジョンファ の9枚目のオリジナルアルバム。2006年10月26日にSony & Bmg, SBME Koreaよりリリースされた。

## 解説
- 前作から約2年8ヶ月ぶりのオリジナルアルバム。この期間中は歌手ではなく女優として活動していた。
- プロデューサーにRoller Coasterのジヌを迎え、これまでのアップテンポな雰囲気とは一線を画すテイストになっている。また自らが作詞作曲に携わった曲もある。
- アルバムのタイトル曲である「Come 2 Me」は4集「Invitation」で「招待」を作曲したパン・シヒョクの作品。当初のタイトルは「cum2Me」であったが英語のcumが持つ意味が扇情的との判断からアルバム発売時に「Come 2 me」に変更された。オム・ジョンファはアルバム発売に先立ち、tvN開局祝賀イベントで「cum2me」のタイトルでこの曲を発表した。このステージでオム・ジョンファはベリーショートのスタイルに、ランジェリーを想起させるタイトな黒の衣装で登場し、リアルタイム インターネット検索語で1位に上がるほど話題となった。この件についてオム・ジョンファは、アルバムリリース時の記者会見で、「人々の反応にとても驚いた」「下品な発言やネガティブな意見もあったけど、まずは多くの人に関心を寄せてもらえて嬉しかった」と話した。
- 「Come 2 me」はクラブでもプロモーション活動が行われ、特に梨泰院のゲイクラブでのショーケースが話題となった。
- 「愛してる 愛してる」は活動曲ではなかったが、オム・ジョンファの親友であったチェ・ジンシルが亡くなった時、KBS 2FMの「ホン・ジンギョンの歌謡広場」でこの歌をかけた後、コメントをすることが出来なくて話題を集めた。オム・ジョンファが作詞のこの曲はチェ・ファジョン、ホン・ジンギョン、イ・ヨンジャ、チョン・ソンヒ、イ・ソラなどオム・ジョンファの親しい友人が留守電に残したメッセージが挿入されている。

## 収録曲
1. Friday Night
2. Shining Star
3. Come 2 Me (Rap by Bobby Kim)
活動曲として使用。当初は『Cum2Me』というタイトルだったが変更された。
4. Gammer
5. 荒っぽく… ロマンチックに
6. 風の歌
7. 欲 (原題：탐）
8. DANCE with me
9. Ticket to the moon
10. 1996年 10月 16日 天気 晴れ
11. 女王閣下の純情
12. Innocence
13. 愛してる 愛してる